# Christian Hacke

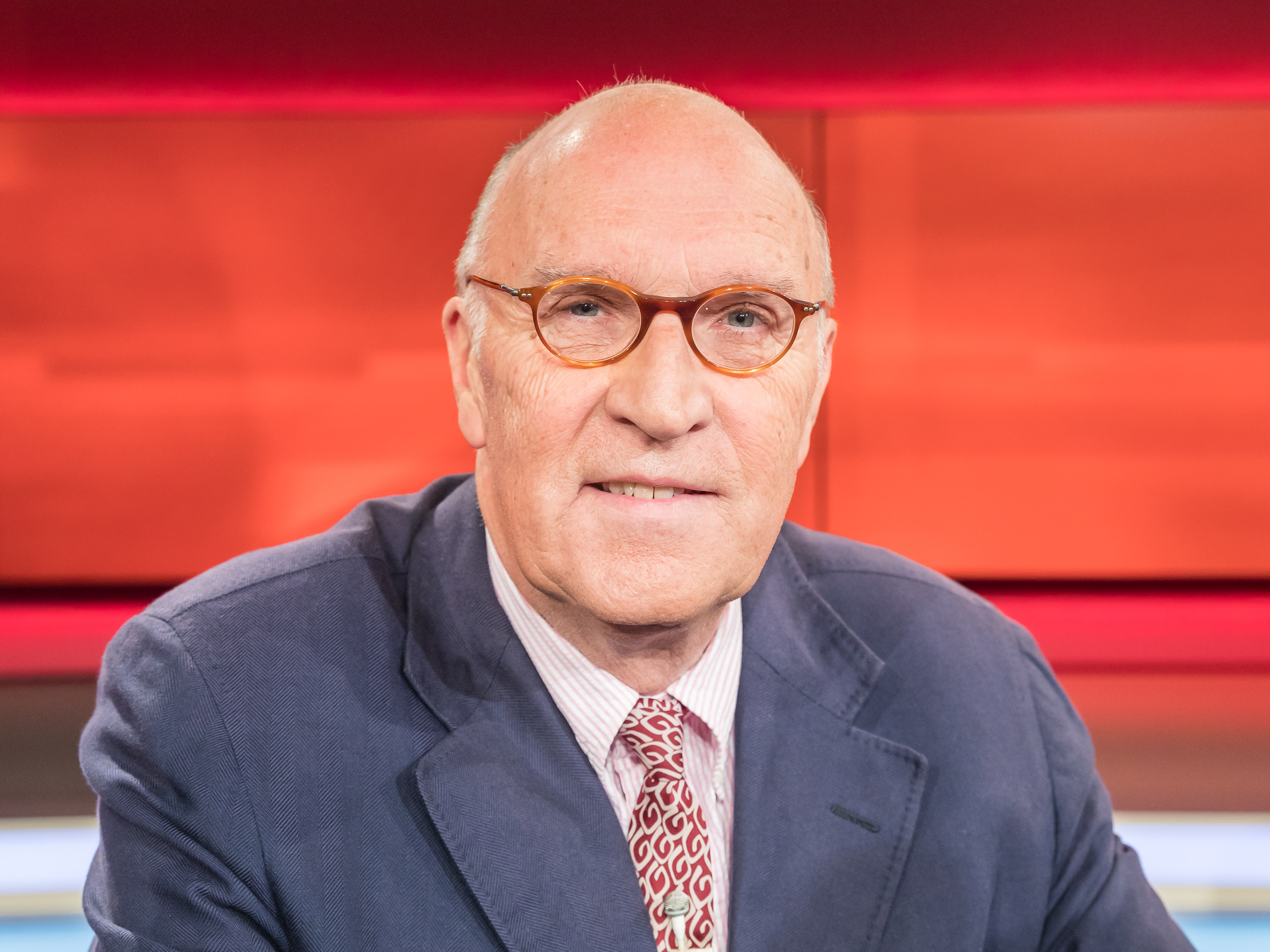
Christian Hacke (2019)

Christian Hacke (* 13. März 1943 in Klausenhof, Ostpreußen) ist ein deutscher Politikwissenschaftler. Er war Professor an der Universität der Bundeswehr Hamburg und der Rheinischen Friedrich-Wilhelms-Universität Bonn.

## Leben
Christian Hacke studierte von 1966 bis 1970 Politische Wissenschaft, Soziologie und Rechtswissenschaft an der Freien Universität Berlin (Diplom 1970) und der Albert-Ludwigs-Universität Freiburg. Während der Studentenunruhen von 1968/69 war er Vorsitzender des Rings Christlich-Demokratischer Studenten (RCDS) in Berlin. 1973 wurde er an  der FU Berlin zum Dr. phil. promoviert, die Arbeit erschien später unter dem Titel „Die Ost- und Deutschlandpolitik der CDU/CSU. Wege und Irrwege der Opposition seit 1969“.
Danach war er außenpolitischer Mitarbeiter im Konrad-Adenauer-Haus in Bonn, Referent am Institut für Begabtenförderung der Konrad-Adenauer-Stiftung und wissenschaftlicher Mitarbeiter am Forschungsinstitut der Deutschen Gesellschaft für Auswärtige Politik (DGAP). 1974 wurde er Lehrbeauftragter am Bonner Seminar für Politische Wissenschaft. Er war dann Habilitationsstipendiat der Deutschen Forschungsgemeinschaft (DFG) und war zu Archivstudien zur „Ära Nixon – Kissinger“ in den USA. Nach Abschluss der politikwissenschaftlichen Habilitation bei Hans-Adolf Jacobsen an der Rheinischen Friedrich-Wilhelms-Universität Bonn 1980 lehrte er als Professor Politikwissenschaft mit dem Schwerpunkt Internationale Politik an der Universität der Bundeswehr Hamburg und 1991/1992 als Gastprofessor an der Universität Potsdam. 1996 war er Visiting Scholar an der Hoover Institution on War, Revolution, and Peace in Stanford und Guest-Fellow des United States Institute of Peace in Washington, D.C.
Von 2000 bis 2008 war er ordentlicher Professor für Politikwissenschaft am Institut für Politische Wissenschaft und Soziologie in Bonn. Als Nachfolger von Karl Dietrich Bracher und Hans-Peter Schwarz war er Inhaber des Lehrstuhls für die Wissenschaft von Politik und Zeitgeschichte, bevor er sich in den Ruhestand verabschiedete. Zu seinen akademischen Schülern gehören u. a. Volker Kronenberg und Matthias Zimmer.
Die Deutsche Gesellschaft für Auswärtige Politik, das International Institute for Strategic Studies, das Committee on Atlantic Studies und das World Security Network führen Hacke als Mitglied.
Hacke befasst sich mit jüngerer deutscher Geschichte, deutscher und Innen- und Außenpolitik, amerikanischer Geschichte und Außenpolitik sowie den transatlantischen Beziehungen. Politischer Realismus ist ein weiterer Forschungsschwerpunkt Hackes. 
Weiterhin ist er Mitglied im Beirat des Bundesministeriums für Verteidigung für das Zentrum für Militärgeschichte und Sozialwissenschaften der Bundeswehr.
Sein Sohn Jens Hacke (* 1973) ist ebenfalls Politikwissenschaftler.

## Positionen
In einem am 29. Juli 2018 erschienenen Artikel für die Tageszeitung und die Nachrichtenwebsite Die Welt stellte Christian Hacke eine deutsche Kernwaffe zur Diskussion.
In der ARD-Sendung Maischberger vom 19. April 2023 äußerte Christian Hacke in der Diskussion mit der FDP-Abgeordneten Marie-Agnes Strack-Zimmermann mehrere seiner Überzeugungen. Thema des Gesprächs war der Ukraine-Krieg. Hacke sieht weder einen Sieg der russischen Seite noch einen Sieg der Ukraine herannahen, sondern eine bevorstehende Pattsituation. Daher müsse der Westen von zukünftigen Waffenlieferungen absehen und beide Seiten zu einem Waffenstillstand drängen: „Der Westen muss sich stärker diplomatisch engagieren.“ Deutschland habe von Anfang an diplomatische Fehler gemacht. Der französische Präsident Emmanuel Macron hingegen sei für ihn ein „Vorbild“ und aktuell „der einzige, der noch als Verhandlungspartner für alle infrage kommt“. Hacke ist der Meinung, dass die Ukraine nicht allein über ihre Verhandlungsoptionen entscheiden kann, weil Deutschland und der Westen durch die Waffenlieferungen bereits im Krieg „mit dabei“ seien. Die Republik China (Taiwan) sei eine „Musterdemokratie, die verteidigt werden muss“. China ist in seinen Augen eine aufsteigende Macht, die USA sieht er „im Niedergang“ begriffen.

## Schriften (Auswahl)
- Die Ost- und Deutschlandpolitik der CDU, CSU. Wege und Irrwege der Opposition seit 1969 (= Bibliothek Wissenschaft und Politik. Bd. 12). Verlag Wissenschaft und Politik, Köln 1975, ISBN 3-8046-8501-3.
- Die Aera Nixon – Kissinger, 1969–1974. Konservative Reform der Weltpolitik (= Forschungen und Quellen zur Zeitgeschichte. Bd. 5). Klett-Cotta, Stuttgart 1983, ISBN 3-608-91228-2.
- mit Manfred Knapp (Hrsg.): Friedenssicherung und Rüstungskontrolle in Europa. Verlag Wissenschaft und Politik, Köln 1989, ISBN 3-8046-8735-0.
- Die Außenpolitik der Bundesrepublik Deutschland. Von Konrad Adenauer bis Gerhard Schröder (= Ullstein. 36391). Mit einem Vorwort von Gordon A. Craig, Ullstein, Berlin 2003, ISBN 3-548-36391-1.
- Zur Weltmacht verdammt. Die amerikanische Außenpolitik von J. F. Kennedy bis G. W. Bush (= Ullstein. 36722). 3., aktualisierte und erweiterte Auflage, Ullstein, Berlin 2005, ISBN 3-548-36722-4.
- mit Gottfried-Karl Kindermann, Kai M. Schellhorn (Hrsg.): The heritage, challenge, and future of realism. In memoriam Hans J. Morgenthau (1904–1980) (= Studies in modern realism. 1). V und R Unipress, Göttingen 2005, ISBN 3-89971-244-7.